# Via Labicana
Виа Лабикана (на латински: Via Labicana, днес Виа Касилина Via Casilina) е древен римски път в Лацио, Италия. Той започва източно-югоизточно от Рим и води до Тускулум и до град Лабики, който му дава името.
Пътят започва от центъра през още съществуващата Порта Есквилина (Porta Esquilina) в Стената на Сервий и напуска града на Порта Пренестина (Porta Praenestina, днес Порта Маджоре, Porta Maggiore).
На пътя се намирала вилата на Ливия Друзила, където през 1910 г. намират статуя на Август като Pontifex Maximus.
На третия миленкамък на пътя по времето на Константин Велики се построява базилика и мавзолей през 326 -330 г. за неговата майка Елена († 328).
На петия милен камък е погребан император Дидий Юлиан след неговата екзекуция през 193 г.
- Арка на Галиен (Porta Esquilina)
- Статуя на Август
- Мавзолей на Света Елена